# مايك بنس
مايكل ريتشارد بنس (بالإنجليزية: Mike Pence) (مواليد 7 يونيو 1959)، هو سياسي ومحامٍ أمريكي، شغل منصب نائب رئيس الولايات المتحدة الـ48 من 2017 إلى 2021 خلال إدارة الرئيس دونالد ترامب الأولى. ينتمي إلى الحزب الجمهوري، وقد تولى سابقًا منصب الحاكم الـ50 لولاية إنديانا بين 2013 و2017، كما كان عضوًا في مجلس النواب الأمريكي من 2001 إلى 2013.  
نشأ بنس في كولومبوس بولاية إنديانا، وتخرج من كلية هانوفر، ثم حصل على شهادة في القانون من كلية روبرت إتش ماكينلي للقانون بجامعة إنديانا قبل أن يبدأ مسيرته في الممارسة القانونية. خاض سباقين غير ناجحين لمجلس النواب في 1988 و1990، ثم عمل مذيعًا لبرامج حوارية محافظة عبر الراديو والتلفزيون من 1994 إلى 1999. في عام 2000، نجح في دخول مجلس النواب، حيث مثّل المقاطعة الثانية لإنديانا حتى 2003، ثم المقاطعة السادسة حتى 2013. شغل عدة مناصب قيادية، منها رئاسة لجنة الدراسة الجمهورية (2005-2007) ورئاسة مؤتمر الحزب الجمهوري في مجلس النواب (2009-2011). وفي عام 2012، انتُخب حاكمًا لإنديانا.
خلال فترة حكمه، قاد بنس أكبر تخفيض ضريبي في تاريخ إنديانا وسعى إلى تعزيز التمويل لمبادرات التعليم الخاص. كما وقّع قوانين مثيرة للجدل تهدف إلى تقييد الإجهاض، من بينها قانون يحظر الإجهاض لأسباب تتعلق بعرق الجنين أو جنسه أو إعاقته، ويُلزم بتوفير خدمات جنائزية للأجنة المجهضة، حتى في حالات الإجهاض التلقائي. غير أن محكمة فيدرالية اعتبرت القانون غير دستوري ومنعت تنفيذه. كذلك، أثار توقيعه على قانون استعادة الحرية الدينية معارضة من داخل حزبه، إلى جانب انتقادات من مجتمع الأعمال والمدافعين عن حقوق المثليين، مما أدى إلى تعديل القانون لمنع التمييز على أساس التوجه الجنسي والهوية الجندرية.  
في عام 2016، اختير بنس ليكون نائبًا للمرشح الجمهوري للرئاسة دونالد ترامب، حيث فازا معًا بالانتخابات. خلال ولايته كنائب للرئيس، ترأس المجلس الوطني للفضاء بعد إعادة تأسيسه في 2017، كما قاد فريق عمل البيت الأبيض لمكافحة جائحة كوفيد-19 في 2020. وفي الانتخابات الرئاسية لعام 2020، خسر ترامب وبنس أمام جو بايدن وكمالا هاريس، إلا أن ترامب رفض الإقرار بالهزيمة وأطلق ادعاءات غير مدعومة عن تزوير الانتخابات، كما رفع دعاوى قضائية فاشلة في عدة ولايات. ورغم الضغوط التي مارسها ترامب لقلب نتائج الانتخابات والهجوم على مبنى الكابيتول في 6 يناير 2021، أشرف بنس على المصادقة الرسمية على فوز بايدن وهاريس.
بعد مغادرته منصبه، ابتعد بنس عن ترامب، وساند مرشحين في الانتخابات التمهيدية ضد بعض من يدعمهم الرئيس السابق، كما انتقد سلوك ترامب يوم الهجوم على الكابيتول. في يونيو 2023، أعلن ترشحه لنيل ترشيح الحزب الجمهوري للرئاسة في انتخابات 2024، لكنه انسحب في أكتوبر. لاحقًا، اختار ترامب جي دي فانس ليكون نائبه في السباق الرئاسي، في حين امتنع بنس عن دعمه في الانتخابات العامة.

## أولى سنوات حياته وتعليمه
ولد مايكل ريتشارد بنس في 7 يونيو 1959 في كولومبوس بولاية إنديانا، وهو واحد من ستة أطفال لآن جين «نانسي» (وُلدت بلقب كاولي) وإدوارد جوزيف بنس جونيور، الذي كان يدير مجموعة من محطات الوقود. خدم والده في الجيش الأمريكي خلال الحرب الكورية وحصل على ميدالية النجمة البرونزية في عام 1953، والتي يضعها بنس في مكتبه بجانب خطاب شكر وصورة مع زوجته في حفل زواجه. كان والده من أصل ألماني وأيرلندي وأمه من أصل أيرلندي. عمل جده من ناحية والده والمسمى بإدوارد جوزيف بنس، الأب، في حظائر تربية الماشية في شيكاغو. سُمي بنس على اسم جده (والد أمه)، ريتشارد مايكل كاولي، الذي هاجر من دوكاستل، مقاطعة مايو، أيرلندا، إلى الولايات المتحدة عبر جزيرة إيليس، بعد هجرة عمته وشقيقه جيمس، وأصبح سائق حافلة في شيكاغو، إلينوي. كان والدا جدته من ناحية أمه من دونبيغ، مقاطعة كلير، أيرلندا.
تخرج بنس من مدرسة كولومبوس نورث الثانوية عام 1977.
حصل على بكالوريوس الآداب في التاريخ من كلية هانوفر في عام 1981، ودكتوراه في القانون من كلية روبرت إتش ماكيني للقانون بجامعة إنديانا - جامعة بوردو إنديانابوليس في إنديانابوليس في عام 1986. أثناء وجوده في هانوفر، انضم بنس إلى أخوية «في غاما ديلتا»، وأصبح لاحقًا رئيسًا للفرع. بعد تخرجه من هانوفر، عمل بنس مرشدًا لقبول الطلبة في الكلية من 1981 إلى 1983.
كان بنس ملتحقًا في فترة طفولته ومرحلة بلوغه بالكنيسة الرومانية الكاثوليكية بالإضافة لكونه ديمقراطيًا مثله مثل بقية أفراد عائلته. تطوع في الحزب الديمقراطي في مقاطعة بارثولوميو في عام 1976 وصوت لجيمي كارتر في الانتخابات الرئاسية لعام 1980، وقال أن العديد من الشخصيات السياسية مثل جون إف كينيدي ومارتن لوثر كينغ جونيور، مثلت له مصدر إلهام كبير للمشاركة في الحياة السياسية. ترك بنس الكنيسة الكاثوليكية وأصبح إنجيليًا مسيحيًا، ما أصاب والدته بخيبة أمل كبيرة. بدأت آرائه السياسية أيضًا في التحول إلى اليمين خلال هذه الفترة من حياته، وهو الأمر الذي ينسبه بنس إلى «الفطرة السليمة لرونالد ريغان» والتي بدأ يتماثل معها.

## الحملات المهنية والكونغرسية الأولى
بعد تخرجه من كلية الحقوق في عام 1986، عمل بنس محاميًا في عيادة خاصة. في عام 1988، ترشح بنس لعضوية مجلس النواب الأمريكي ضد منافسه فيليب شارب، لكنه خسر. ترشح  ضد شارب مرة أخرى في عام 1990، واستقال من وظيفته من أجل العمل بدوام كامل في حملته، ولكن لم ينجح مجددًا. خلال السباق، استخدم بنس «التبرعات السياسية لدفع الرهن العقاري لمنزله وفاتورة بطاقة الائتمان الشخصية الخاصة به ومحلات البقالة ورسوم بطولة الغولف ودفع رسوم السيارة لزوجته». في حين أن ذلك لا يُعتبر غير قانونيًا في ذلك الوقت، إلا أنه أضعف من حملته كما ورد. خلال حملة عام 1990، نشر بنس إعلانًا تليفزيونيًا ارتدى فيه أحد الممثلين، رداءً وغطاء رأس وتحدث بلهجة شرق أوسطية واضحة، لشكر خصمه، شارب، لعدم قطعه النفط المستورد عن الولايات المتحدة كرئيس لمجلس إدارة لجنة فرعية في مجلس النواب للطاقة. وردًا على الانتقادات، ردت حملة بنس بأن الإعلان لا يتعلق بالعرب. بل كان الأمر يتعلق بافتقار شارب للمؤهلات القيادية. في عام 1991، كتب بنس مقالًا بعنوان «اعترافات أحد المناضلين السلبيين»، ونشره في مجلة إنديانا بوليسي ريفيو (Indiana Policy Review)، اعتذر فيه عن عرض إعلانات سلبية ضد منافسه شارب. في عام 1991، أصبح رئيسًا لمؤسسة إنديانا بوليسي ريفيو فاونديشن Indiana Policy Review Foundation، وهي مؤسسة فكرية وصفت نفسها كونها مؤسسة تابعة لمجمع التفكير ومشجعة للسوق الحرة. كما أصبح عضوًا في شبكة سياسة الدولة، وهو المنصب الذي شغله حتى عام 1993.
بعد فترة وجيزة من حملته الأولى للانضمام للكونغرس في عام 1988، استأجرت محطة إذاعية تُدعى وايف إف إم في راشفيل، إنديانا، بنس لتقديم برنامج إذاعي أسبوعي مدته نصف ساعة، «برنامج واشنطن أبديت مع مايك بنس» (Washington Update with Mike Pence). في عام 1992، بدأ بنس في استضافة برنامج حواري يومي على وايف إف إم «ذا مايك بنس شو»، بالإضافة إلى عرض يوم السبت على دبليو إن دي إي في إنديانابوليس. أطلق بنس على نفسه لقب «راش ليمبو منزوع الكافيين» وذلك لاعتبار نفسه محافظًا سياسيًا، وغير متحذلق مثل ليمبو. بدءًا من 11 أبريل 1994، أذاعت شبكة إنديانا «ذا مايك بنس شو» على مستوى الولاية. من الساعة 9:00 صباحًا حتى الظهر (التوقيت الشرقي)، أُذيع البرنامج في ما يقارب 18 محطة إذاعية في إنديانا، بما في ذلك دبليو آي بي سي في إنديانابوليس. أنهى بنس برنامجه الإذاعي في سبتمبر 1999 للتركيز على حملته للانضمام للكونغرس عام 2000، والتي فاز بها في النهاية. من عام 1995 إلى عام 1999، قدم بنس عرضًا تلفزيونيًا للشؤون العامة في نهاية الأسبوع بعنوان «ذا مايك بنس شو» (The Mike Pence Show) على محطة تلفزيون إنديانابوليس والمسماة بدبليو إن دي واي.

## مجلس النواب (2001-2013)
في عام 1988، رشح بينس نفسه للكونغرس ضد الديمقراطي شاغل المنصب آنذاك فيليب شارب، لكنه خسر. وخاض الانتخابات ضد شارب مرة أخرى في عام 1990، وترك وظيفته من أجل التفرغ للعمل في الحملة، ولكنه لم ينجح للمرة الثانية. خلال السباق، استخدم بينس «التبرعات السياسية لدفع رهن منزله وفاتورة بطاقة ائتمانه الشخصية واحتياجات البقالة ورسوم مباريات الغولف وأقساط السيارة لزوجته». مع أن ذلك الإنفاق لم يُعتبر غير قانوني في ذلك الوقت، ولكن يُقال إنه أضعف حملته.
خلال حملة عام 1990، أدار بينس إعلانًا تلفزيونيًا ظهر فيه ممثل يرتدي فستانًا وغطاء رأس ويتحدث بلهجة شرق أوسطية غليظة، وشكر خصمه شارب، على عدم قيامه بأي شيء لإيقاف اعتماد الولايات المتحدة عن النفط المستورد بصفته رئيسًا للجنة الفرعية في مجلس النواب المعنية بالطاقة والوقود. ردت حملة بنس على الانتقادات بأن الإعلان لم يقصد العرب؛ وإنما عنى افتقار شارب لمهارات القيادة. كتب بينس في عام 1991 مقالًا بعنوان «اعترافات ناخب سلبي»، نُشر في إنديانا بوليسي ريفيو، والتي اعتذر فيها عن قيامه بإعلانات سلبية ضد شارب.
جدد مايك بينس مسيرته السياسية من خلال الترشح لمجلس النواب الأمريكي مرة أخرى في عام 2000، وهذه المرة فاز بمقعد في الدائرة الثانية للكونغرس في إنديانا بعد ست سنوات من قيام ديفيد م. ماكنتوش الذي شغل المنصب، بترشيح نفسه لحكم ولاية إنديانا. تضم الدائرة (التي أعيد ترقيمها كدائرة الكونغرس السادسة في إنديانا ابتداءً من عام 2002) جميع أو أجزاء من 19 مقاطعة في شرق إنديانا. تبنى بينس بصفته عضوًا بالكونغرس الشعار الذي استخدمه على الراديو، واصفًا نفسه بأنه «مسيحي ومحافظ وجمهوري، بذلك الترتيب». رغم أنه أثناء تواجده في الكونغرس، انتسب بنس إلى تجمع حزب الشاي.
عارض بينس خلال عامه الأول في منصبه، قانون الرئيس جورج دبليو بوش عدم التخلي عن أي طفل في عام 2001، وكذلك قانون توسيع العقاقير الطبية المقدمة بوصفات طبية في إطار برنامج الرعاية في العام الذي تلاه. أُعيد انتخاب بنس أربع مرات وبهامش واسع. وفي انتخابات مجلس النواب لأعوام 2006 و2008 و2010، هزم الديمقراطي باري ويلش.
بدأ بنس في الصعود إلى هيكل قيادة الحزب، ومنذ عام 2005 حتى عام 2007 كان رئيس لجنة الدراسات الجمهورية، وهي مجموعة من الجمهوريين المحافظين في مجلس النواب. في نوفمبر 2006، أعلن بينس ترشيحه لمنصب زعيم الحزب الجمهوري (زعيم الأقلية) في مجلس النواب في الولايات المتحدة. وأعلن بيان بنس عن خوضه الانتخابات لمنصب زعيم الأقلية مركزًا على «العودة إلى قيم» الثورة الجمهورية التي قادها نيوت جينجريتش في عام 1994. ومع ذلك، فقد خسر محاولة أمام النائب جون بَينر ممثل أوهايو بأغلبية 168 صوتًا لبَينر مقابل 27 لبنس وأخرى أمام النائب جو بارتون ممثل تكساس. في يناير 2009، انتُخب كرئيس للمؤتمر الجمهوري، وهو ثالث أعلى منصب قيادي جمهوري. خاض الانتخابات دون معارضة وانتُخب بالإجماع. كان أول ممثل من ولاية إنديانا يشغل منصب قيادي في مجلس النواب منذ عام 1981. قدم بنس خلال 12 عامًا له في مجلس النواب، 90 مشروع قانون وقرار؛ لم يصبح أيّ منها قانونًا. وكانت مهام لجنته في مجلس النواب هي التالي:
- اجتماع الكونغرس107 (2001-2003): الزراعة والقضاء والشركات الصغيرة[54]
- اجتماع الكونغرس 108 (2003-2005): الزراعة والعلاقات الدولية والقضاء[55]
- اجتماع الكونغرس 109(2005-2007): الزراعة والعلاقات الدولية والقضاء[56]
- اجتماع الكونغرس 110(2007-2009): الشؤون الخارجية والقضاء ولجنة مختارة للتحقيق في مخالفات التصويت في 2 أغسطس 2007 (كبار الأعضاء)[57]
- اجتماع الكونغرس 111(2009-2011): الشؤون الخارجية[58]
- اجتماع الكونغرس 112(2011-2013): الشؤون الخارجية والقضاء[59]

في عام 2008، صنفت مجلة إيسكوير بينس كأحد أفضل عشرة أعضاء في الكونغرس، وكتبت أن بنس «المحافظ التقليدي الثابت الذي اصطدم مرارًا وتكرارًا مع زعماء حزبه». سُميَّ بنس كمرشح جمهوري محتمل للرئاسة في عامي 2008 و2012. في أيلول (سبتمبر) 2010، كان أفضل خيار لمنصب الرئيس وفق استطلاع للرأي أجرته «قمة تقييم الناخبين». وفي العام نفسه، شُجع على الترشح ضد السناتور الديمقراطي في ذلك الوقت إيفان بايه، لكنه اختار عدم الدخول في السباق، حتى بعد إعلان «بايه» بشكل غير متوقع أنه سيتقاعد.

## حياته الشخصية
تزوج مايك وكارين بنس منذ عام 1985. التقى الاثنان عندما كانا في كلية الحقوق بجامعة إنديانا. لدى الزوجان ثلاثة أطفال سوية: مايكل وشارلوت وأودري. أثناء خدمة بنس في مجلس النواب، عاشت عائلته في أرلنغتون بولاية فرجينيا في فترة عمل الكونغرس وفي كولومبوس بولاية إنديانا خلال فترات الاستراحة. يعمل نجل بنس، مايكل، كملازم أول ويتدرب ليكون طيارًا في سلاح قوات مشاة بحرية الولايات المتحدة. لدى بنس خمسة أشقاء. ترشح شقيقه الأكبر، غريغ، في عام 2018 لتمثيل الدائرة السادسة للكونغرس في إنديانا (المقعد الذي كان يشغله مايك سابقًا)، وفاز به. توفي والد بنس في عام 1988، وترك والدته نانسي أرملة بأربعة أطفال كبار واثنين من المراهقين. في 1 مايو 2004، تزوجت والدة بنس من باسل كوليدج فريتش، وهي أرملة منذ عام 2001.
ظهر الأرنب الأليف للعائلة، مارلون بوندو في كتابين للأطفال، وصدر كلاهما في مارس 2018. كتب جيل تويس «يوم في حياة مارلون بندو» وأًصدر في 18 مارس 2018. «مارلون بندو: يوم في حياة نائب الرئيس»، والذي كتبته ابنته شارلوت وأًصدر في 19 مارس 2018.

## روابط خارجية
- مايك بنس على موقع IMDb (الإنجليزية)
- مايك بنس على موقع الموسوعة البريطانية (الإنجليزية)
- مايك بنس على موقع مونزينجر (الألمانية)
- مايك بنس على موقع إن إن دي بي (الإنجليزية)
- مايك بنس على موقع قاعدة بيانات الفيلم (الإنجليزية)
- مايك بنس على موقع كينوبويسك (الروسية)